# История будущего
История будущего — хронология событий будущего, реализованная в виде цикла научно-фантастических произведений (или иногда отдельных произведения, например, «Город» Клиффорда Саймака, «Последние и первые люди» Олафа Стэплдона), описывающих дальнейшую историю человечества. Многие крупные писатели-фантасты создавали свои версии «истории будущего», обычно составляя её из нескольких сюжетно независимых циклов романов и рассказов, действие которых происходит в одном мире. Иногда книги, составляющие историю будущего, первоначально не были никак связаны друг с другом. Обычно «истории будущего» охватывают несколько сотен или даже тысяч лет истории человечества.
П. Андерсон, Г. Гаррисон, А. Азимов, Р. Хайнлайн предлагают читателям собственные версии дальнейшего развития земной цивилизации. Многотомные романы-эпопеи этих писателей принято называть «историей будущего», потому что авторы подробно — столетие за столетием — излагают последовательность расцветов и кризисов Галактической Империи человечества. 
Считается, что термин «история будущего» был введён в оборот Джоном Вудом Кэмпбеллом-младшим, редактором журнала «Astounding Science Fiction», в 1941 году в связи с произведениями Роберта Хайнлайна. Хронологически первым автором, к чьим произведениям может быть применён термин «история будущего», считается Нил Р. Джонс (англ. Neil R. Jones).

## Примеры

### Олаф Стэплдон
Два романа Олафа Стэплдона «Последние и первые люди» и «Создатель звёзд» — одна из самых первых «историй будущего» и при этом самая масштабная. В первой книге описывается вымышленная история различных человеческих цивилизаций на протяжении 2 миллиардов лет. Во второй книге описывается развитие всей разумной жизни во Вселенной от её возникновения до исчезновения на протяжении 100 миллиардов лет.

### Айзек Азимов
Первая в мировой НФ монументальная история будущего, самой яркой частью которой считается трилогия Foundation ... действие всей серии охватывает 20 тысяч лет
В «Историю будущего» (которую, впрочем, редко обозначают этим термином) Айзека Азимова входят 3 цикла из 15 книг, большая часть которых была написана с 1940 по 1957 годы:
- Серия о роботах: сборник рассказов «Совершенный робот» (1982), романы «Стальные пещеры» (1954), «Обнажённое солнце» (1957), «Роботы Зари» (1983) и «Роботы и Империя» (1983);
- Серия о Галактической империи: «Звёзды как пыль» (1951), «Космические течения» (1952), «Камешек в небе» (1950);
- Серия об Основании: «Прелюдия к Основанию» (1988), «Путь к Основанию» (1993), «Основание» (1951), «Основание и Империя» (1952), «Второе Основание» (1953), «Кризис Основания» (1982), «Основание и Земля» (1986).

В его произведениях, которые сначала представляли собой отдельные рассказы и книги, и которые лишь со временем превратились в одну сплошную историю будущего, охватывается период в 20000 лет, начиная от начала эры космических полётов, заканчивая Падением Тренторианской Империи и созданием, затем укреплением Первого и Второго Оснований. В той же вселенной другими авторами серия Основание, а значит и история будущего были продолжены несколькими романами и повестями.
Отдельной историей будущего у Азимова можно назвать роман «Конец Вечности», так как в нём описывается человечество в различные временные периоды на сотни и тысячи столетий вперёд, хотя жизнь человечества в будущем и не относится к главной сюжетной линии.

### Роберт Энсон Хайнлайн
У Хайнлайна название «История будущего» получила серия, состоящая из рассказов, повестей и нескольких романов, большинство из которых вышло в 1940-е годы.

### Братья Стругацкие
В советской фантастике историей будущего можно считать Мир Полудня братьев Стругацких.

### Фрэнк Херберт
Цикл романов о планете Арракис (Дюна), начинающийся романом «Дюна», описывает историю будущего цивилизации. Охватывает историю нескольких тайных обществ, родов Атрейдесов, Харконненов на протяжении нескольких тысяч лет.

### Пол Уильям Андерсон
Андерсон также создал «историю будущего», в основу которой в первую очередь легли его серии романов о звёздных торговцах и Доминике Фландри, а также ряд других, не входящих в какие-либо серии книг. Всего история будущего охватывает около 5000 лет развития человеческой цивилизации.
его история будущего — это циклы слабо связанных авантюрных произведений, которые кирпичиками укладываются в масштабное сооружение

### Ларри Нивен
Ларри Нивен написал серия цикл «Известный космос» (1964—н. в.), события охватывая всей книги от 1975 по 3100 годы.

### Герберт Уэллс
В 1933 году Герберт Уэллс написал книгу «Облик грядущего», события охватывая книги с 1933 по 2106 годы (от Второй мировой до утопическое общество в будущее).

### Стивен Бакстер
Стивен Бакстер написал серия цикл «Xeelee» (1991—2018), события охватывая всей книги от 476 года до пять миллионов лет в далекое будущее, а также романа «Эволюция» (2002) от 65 миллионов лет назад до 500 миллионов лет в далекое будущее.

### Клиффорд Саймак
Научно-фантастический роман «Город» (1952, последняя глава добавлена в 1973). В книге описывается развитие человечества на протяжении нескольких тысяч лет и последующее его исчезновение. После ухода человечества на Земле развиваются другие разумные расы — мутантов, псов, муравьёв. На какое-то время Земля оказывается под властью разумных псов, но вскоре и они покидают её, оставляя планету муравьям. В последней главе автор показывает приход в упадок цивилизации муравьёв, тем самым давая понять, что ничего вечного в этом мире не существует.

### Тимоти Лири
Тимоти Лири написал серию книг «История будущего» («The Game of Life», «The Intelligence Agents»), в которой описал дальнейшее развитие человечества.